# Artystyczne przyjęcie u Pana Robótki
Artystyczne przyjęcie u Pana Robótki (Mister Maker's Arty Party, 2015-2016) – brytyjski program telewizyjny dla dzieci, kontynuacja programów Pan Robótka, Nadjeżdża Pan Robótka i Dookoła świata z Panem Robótką. Światowa premiera odbyła się 7 grudnia 2015 roku w Wielkiej Brytanii, zaś polska premiera miała 6 lutego 2017 roku.  
W roli Pana Robótki występuje Phil Gallagher.  

## Fabuła
Pan Robótka, Skrawek i ich mali pomocnicy wykonują prace plastyczne. Próbują do tego zachęcić także młodych widzów, a przy okazji przekazują wiedzę na temat dzieł słynnych artystów.

## Przebieg odcinka
1. Pan Robótka wita się z widzami i razem z dziećmi śpiewają piosenkę.
2. Dzieci zgadują na jaki temat będą robić prace.
3. Pan Robótka pokazuje jak wykonać pracę plastyczną, którą wykonają dzieci.
4. Pan Robótka pokazuje widzom, podczas pracy dzieci, krótki filmik o którymś ze znanych artystów, którymi on się inspiruje, gdy robi prace.
5. Wszyscy tańczą z kształtami.
6. Dzieci dokańczają swoje prace.
7. Na ekranie tworzy się obrazek.
8. Pan Robótka wybiera trójkę dzieci, które grają w grę związaną z tematyką odcinka.
9. Pan Robótka żegna się z widzami i wszyscy śpiewają piosenkę.

## Wersja polska
Wystąpili:
- Paweł Mielewczyk – Pan Robótka, Koło, Prostokąt
- Karolina Lisicka – Trójkąt
- Aleksandra Lis – Berthe Morisot (odc. 17)
- Małgorzata Rychlicka-Hewitt – Beatrix Potter (odc. 24)

i inni
Piosenkę śpiewali: Paweł Mielewczyk i Karolina Kinder
Opracowanie wersji polskiej:Studio Tercja Gdańsk dla Hippeis Media International.